# Ethnonymie du Tchad
L'ethnonymie est l'étude des noms de peuples (ethnonymes). Les ethnonymes du Tchad sont très nombreux et un même peuple peut avoir plusieurs noms : autodésignation, nom donné par les voisins, nom donné par l'administration coloniale française ou par l'administration tchadienne, nom donné par les missionnaires ou par les ethnologues.
- Haut – A
- B
- C
- D
- E
- F
- G
- H
- I
- J
- K
- L
- M
- N
- O
- P
- Q
- R
- S
- T
- U
- V
- W
- X
- Y
- Z

## B
- Barma

Autodésignation
Autre nom : Baguirmien
- Bilala

Autres formes : Boulala, Bulala
. Borno
Autodesignation : Kanouri
Signification: Baton lumineux 
- Boudouma

Nom d'origine kanembou
Signification : homme des hautes herbes
Autodésignation : Yédina, Yéténa

## G
- Gouranes >> #Dazagara
- Gulay

Autres formes : Guley, Gulei, Gouleï
- Gula Iro

Autres formes : Goulah, Goula

## K
- Kanouri : Borno
- Kim

Nom d'origine barma
Autodésignation : Kossop (var. Kosop, Kwasap)
Sous-groupes : Kossop (Kim), Kolop (Kolobo), Garap (Éré), Gèrèp (Djoumane)
- Kotoko

Autres noms : Moria (nom kanouri), Momka (nom massa), Bala (nom barma)

## M
- Maba

Autodésignation
Autre nom : Ouaddaïen
- Massa

Autodésignation
Autre forme : Masa
Autre nom : Banana (mot massa signifiant ami, souvent péjoratif)
- Moussey

Autodésignation
Autres formes: Musey, Mousseye
Autre nom : Banana Hoho

## T
- Tama

Autodésignation
Autre nom : Tamaïen
- Teda

Autodésignation
Autres noms : Toubou (nom kanembou), Tibestien
- Toupouri

Autodésignation
Autres formes : Toubouri, Tupuri, Tuburi, Tpuri
Autre nom : Dorédjo (nom peul)

## Y
- Yédina, Yéténa >> Boudouma